# Cyrtandra raiateensis
Cyrtandra raiateensis là một loài thực vật có hoa trong họ Tai voi. Loài này được J.W.Moore mô tả khoa học đầu tiên năm 1933.